# 野坂參三
野坂參三（日语：／ Nosaka Sanzō、1892年3月30日—1993年11月14日），原名小野參弎，男，日本政治家、共產主義者。歷任日本共產黨第一書記、日本共產黨議長、共產國際日本代表等職務。他在中國期間的名字岡野進是毛澤東為他起的。此外他還用過林哲、野坂鐵嶺、野坂鐵等化名。

## 生平

### 出生和前往延安
出生在日本山口縣萩市的一個商人家庭裡。由於出生在3月30日，因此取名參弎。9歲被送給母親一族的野坂家為養子，改姓野坂氏。野坂參三的義兄次田大三郎是夫人野坂龍的姐夫，二戰之後在日本首相幣原喜重郎的內閣裡擔任書記官長和內務官僚的職務。
1898年進入明倫尋常小學校學習，後來經過萩中學校，進入縣立神戶商業學校（今兵庫縣神戶商業高等學校）學習。在該校學習期間，曾發表過一篇題為「論社會主義」（社会主義を論ず）的論文，遭到教師的叱責。
1912年進入慶應義塾大學理財科學習，在讀期間加入了友愛會，參加勞動運動。畢業後擔任常任書記。1919年，被友愛會派往英國，加入大不列颠共产党。回國後，加入日本共產黨。擔任日本勞動總同盟產業勞動調查所主事，在職期間，慶應畢業的學弟野呂榮太郎深受其影響。
在1928年三一五事件中，野坂被人告發入獄，但因眼疾而被假釋。獲釋後，野坂參三攜妻野坂龍秘密流亡蘇聯，其間的詳細情況有許多謎團。到達蘇聯後，野坂進入東方共產主義勞動大學接受秘密訓練，成為共產國際和蘇聯內務人民委員部的特工。此後被派往美國，同美國共產黨聯繫。1940年前往中國共產黨的根據地延安。同年10月組建日本工農學校，主張反對日本帝國主義；1944年2月結為日本人民解放聯盟，化名岡野進，對日本戰俘進行反戰教育。雖然野坂參三反對日本帝國主義，但他並不反對天皇制。

### 回國和戰後活動

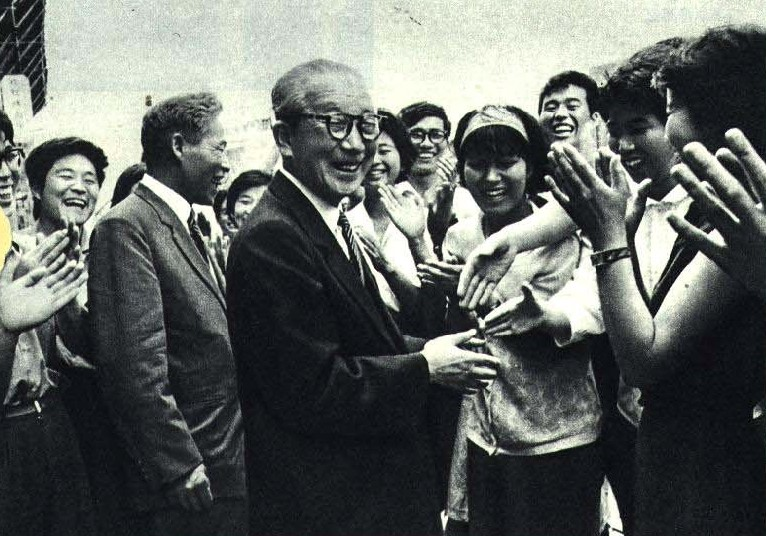
1965年野坂参三当选东京区议员

第二次世界大戰結束之後，野坂參三於1946年1月12日離開中國，經過蘇聯回到了日本。26日，在日比谷公園舉行了歡迎大會，共有3萬人參加。大會委員長山川均、司會荒畑寒村以及日本社會黨委員長片山哲登壇祝賀。大會奏起了《英雄歸來》（英雄還る）的樂曲，由四家文子演唱。薄田研二也朗誦了《同志野坂歸來》（同志、野坂帰る）的歡迎詩。
而在之前的14日，野坂參三以「受敬愛的共產黨」（愛される共産党）為口號，與中央委員會共同發表了在共產主義信仰基礎上包容皇室存在的聲明。野坂在演講上指責日本政府對滯留於中國東北的日本僑民貧困狀態的無視，此後葫蘆島日僑大遣返開始了。
野坂參三與德田球一一起重建了日本共產黨。4月10日，第22回眾議院議員總選舉中當選議員。在新憲法制定的審議上，他反對日本政府僅保持自衛權的草案，並主張在憲法前文裡追加「主權為國民而存在」（主権が国民に存する）的語句。
在寫給歸國的西伯利亞滯留者（二戰中被蘇聯紅軍俘虜到西伯利亞強制勞動的日本兵）的相關信件裡，他贊同蘇聯對這些日本兵的勞改行為，要求延長勞改期限。1950年，由於共產黨和工人黨情報局對和平革命路線的批判，導致日本共產黨的分裂，野坂參三與德田球一成為所感派的領導人，與宮本顯治的國際派對立。由於駐日盟軍總司令部進行赤色清洗，轉為地下活動，後來流亡中國，成立日共的「北京機關」，主張採取武裝鬥爭路線。
1955年，野坂參三回國，同國際派達成和解。在日本共产党第六回全国协议会上，野坂參三否定了武裝鬥爭路線，就任黨第一書記。1956年東京都選舉區的參議院議員選舉中當選議員，直到1977年，共擔任了4屆議員（每屆任期為6年）。1958年擔任日本共產黨中央委員會議長，宮本顯治則擔任書記長。在1982年7月的第十六屆大會上因年事已高而辭職，此後擔任名譽議長。

### 晚年被開除黨籍
從議員隱退後，野坂參三開始撰寫自傳《風雪的歷史》（風雪のあゆみ）。該書共分為八個部分，從1971年至1989年由新日本出版社陸續出版。在1992年，野坂參三的百年壽誕之際，由於與黑柳徹子的交情，在《徹子的房間》中登場出演，並聲稱自己由於參加革命運動而沒有留下子嗣，現在很後悔。NHK教育頻道為此製作了特集報導。
然而此後《週刊文春》在9月至11月連載了對野坂參三經歷的調查結果，認定他是蘇聯特工。中央委員會總會立即解除了他日本共產黨名譽議長的職務，後來又作了開除黨籍的處分。之前解除其名譽議長一職時，由於日共考慮到野坂參三年事已高，還定期發給他養老金；但伴隨著開除黨籍，養老金也停止發放了。野坂參三除了說「雖然遺憾，但是事實，不得不承認處分」（残念ながら事実なので処分を認めざるを得ない）之外，再無對此事的評論。而在蘇聯解體之後，大量的官方資料被公開。野坂在二戰期間來到美國，同美國共產黨聯絡，在此期間，其妻野坂龍被蘇聯內務人民委員部懷疑是間諜而遭逮捕。為了營救自己的妻子，野坂參三向共產國際領袖季米特洛夫寫信，告發日本籍同志山本懸藏等數人以求保全妻子，致使他們犧牲。
野坂此前的同志袴田里見等人則懷疑野坂是蘇聯與美國的雙重間諜，但此事永遠是個謎團。1993年11月14日，野坂參三逝世，享年101岁。

## 家庭
妻子野坂龍，人稱龍夫人，也是一位共產主義革命家。

## 野坂參三與中國共產黨的關係
野坂參三在延安期間加入中國共產黨，他也是當時唯一一位在中國的外國共產黨代表。在中國抗日戰爭期間，他反對日本帝國主義，在中共黨內擁有很高的地位，擁有與領導人等同的待遇。在延安活動期間，他先後使用過林哲、岡野進這兩個化名，同毛澤東關係親密。
1950年，野坂參三流亡中國的時候，毛澤東親自接見了他。但野坂在1955年返回日本之後，轉而同宮本顯治的國際派和解，放棄了武裝革命鬥爭的思想，因此受到了《人民日報》的批判。在文化大革命中，野坂參三被批為「修正主義分子」。
此外，相傳野坂參三在延安期間，曾與中國女子庄涛發生過一段戀情。

## 外部連結
- （简体中文） 野坂参三的延安活动与中国共产党的日本认识 （页面存档备份，存于），搜狐讀書
- （日語） 野坂 参三　／ 點擊 20世紀 （页面存档备份，存于）
- （日語） 梅田俊英對和田春樹的書評
- （日語） 加藤哲郎 、副標題為。季刊《窓》雜誌第19号（窓社，1994年）。同《モスクワで粛清された日本人》（青木書店，1994年）参照。